# Hans-Jürgen Mellentin
 Hans-Jürgen Mellentin  (* 26. Juni 1934 in Lehrte; † 17. Januar 1996 in Peine) war ein deutscher Politiker der CDU und Abgeordneter des Niedersächsischen Landtages.

## Leben
Mellentin besuchte die Volksschule und machte dann eine Lehre als Feinmechaniker. Nach der Gesellenprüfung arbeitete er als Bergmann unter Tage. Ab 1959 war er Berufsfeuerwehrmann bei der Werkfeuerwehr der Continental. Seit 1967 arbeitete er als Hausmeister an der Grund- und Hauptschule in Lehrte. Er war verheiratet und hatte fünf Kinder.

## Politik
Mellentin war seit 1967 Mitglied der CDU. Er war Vorsitzender des CDU-Stadtverbandes Lehrte und Mitglied des Kreisvorstandes der CDU. Seit 1981 war er Ratsherr und Vorsitzender der CDU-Ratsfraktion der Stadt Lehrte, seit 1972 auch Kreistagsabgeordneter des Landkreises Hannover.
Er war Mitglied des Niedersächsischen Landtages der 9. und 10. Wahlperiode vom 21. Juni 1978 bis zum 20. Juni 1986.

## Quelle
- Barbara Simon: Abgeordnete in Niedersachsen 1946–1994. Biographisches Handbuch. Hrsg. vom Präsidenten des Niedersächsischen Landtages. Niedersächsischer Landtag, Hannover 1996, S. 250.

| Personendaten    | Personendaten                  |
| ---------------- | ------------------------------ |
| NAME             | Mellentin, Hans-Jürgen         |
| KURZBESCHREIBUNG | deutscher Politiker (CDU), MdL |
| GEBURTSDATUM     | 26. Juni 1934                  |
| GEBURTSORT       | Lehrte                         |
| STERBEDATUM      | 17. Januar 1996                |
| STERBEORT        | Peine                          |